# Jelleke Veenendaal
Jelleke Veenendaal (Alkmaar, 15 december 1953) is een voormalig Nederlandse politica. Van 2003 tot 2006 was ze lid van de Tweede Kamerfractie van de VVD.

## Biografie
Ver voordat zij de politiek inging was ze van 1971 tot 1974 werkzaam in Frankfurt am Main op het gebied van ontwikkelingssamenwerking. Tussen 1974 en 1978 was zij werkzaam als medisch analist. Tussen 1979 en 1984 werkte zij in het buitenland in managementfuncties bij een reisorganisatie. In 1984 werd ze opnieuw medisch analist, maar nu in Amsterdam. In 1989 werd ze manager bij H.E.M.S. (Horeca Exploitatie Maatschappij Schiphol). Een jaar later werd ze in Alkmaar hoofd van de handelsvoorlichting van de Kamer van Koophandel en Fabrieken.
In 1993 stapte ze over naar het I.M.K. (Instituut voor het Midden- en Kleinbedrijf) in Zaandam als bedrijfsadviseur. Het is ook dan dat ze politiek actief begon te worden. Ze werd afdelingsbestuurder in Purmerend en later nam ze plaats binnen het bestuur van Vrouwen in de VVD. Tussen 2001 en eind 2003 was ze commercieel directeur bij het in Purmerend gevestigde bedrijf Reek Weegtechniek B.V. Op 16 december 2003 werd zij lid van de Tweede Kamer der Staten-Generaal voor de VVD.
In de Tweede Kamer hield zij zich bezig met onder meer het volkshuisvestingsbeleid en beleid ten aanzien van defensiepersoneel. Verder was ze woordvoerder op VWS-onderwerpen als orgaandonatie, biotechnologie, maatschappelijke opvang en verslavingszorg.
Op 22 maart 2006 stelde zij zich kandidaat voor het lijsttrekkerschap van haar partij, maar haar kansen werden laag ingeschat, aangezien zij weinig bekendheid genoot vergeleken met haar tegenkandidaten, Mark Rutte en Rita Verdonk. Op 31 mei 2006 werd bekendgemaakt dat Mark Rutte het interne referendum had gewonnen. Jelleke Veenendaal behaalde 3% van de stemmen.
Op 27 mei 2006 was ze gast in Dit was het nieuws, samen met Alexander Pechtold.
In HP/De Tijd verscheen op 4 augustus 2006 een artikel waarin VVD-bestuurders uit haar afdeling Purmerend zich kritisch uitlieten over Veenendaal. Haar werd onder andere manipulatie verweten.
Op de kandidatenlijst voor de Tweede Kamerverkiezingen 2006 stond ze op de 35e plaats. Als gevolg van deze lage plaatsing deelde ze Kamercentrale-voorzitter Han ter Heegde op 2 september 2006 mee op te stappen.